# Žitná-Radiša
Žitná-Radiša ist eine Gemeinde im Westen der Slowakei mit 436 Einwohnern (Stand 31. Dezember 2024), die zum Okres Bánovce nad Bebravou, einem Teil des Trenčiansky kraj, gehört.

## Geographie
Die Gemeinde befindet sich am Übergang vom Nordrand des Hügellands Nitrianska pahorkatina in das Gebirge Strážovské vrchy, am Zusammenfluss der Radiša mit der von links kommenden Omastiná im Einzugsgebiet der Bebrava. Das Ortszentrum liegt auf einer Höhe von 280 m n.m. und ist 10 Kilometer von Bánovce nad Bebravou entfernt.
Nachbargemeinden sind Kšinná im Norden, Omastiná im Nordosten, Uhrovské Podhradie im Osten, Uhrovec im Süden, Horné Naštice im Südwesten, Dubnička im Westen und Ľutov im Nordwesten.

## Geschichte
Die Gemeinde entstand 1961 durch Zusammenschluss der vorher selbständigen Orte Žitná (ungarisch Buzás – bis 1907 Zsittna) und Radiša (ungarisch Radosa – bis 1907 Radissa). Beide bestehen bis heute als Katastralgemeinden.
Žitná wurde zum ersten Mal 1295 als Sythna schriftlich erwähnt und war Bestandteil des Herrschaftsgebiets der Burg Uhrovec. 1598 gab es eine Mühle und 37 Häuser im Ort, 1720 wohnten sieben Steuerpflichtige und es stand eine Mühle in Žitná, 1784 hatte die Ortschaft 48 Häuser, 54 Familien und 292 Einwohner, 1828 zählte man 33 Häuser und 302 Einwohner, die als Landwirte beschäftigt waren. Zwischen 1836 und 1906 arbeitete eine Glasfabrik im Ort.
Radiša wurde ebenfalls im Jahr 1295 als Radys schriftlich erwähnt und gehörte wie Žitná zum Herrschaftsgebiet der Burg Uhrovec. 1598 gab es eine Mühle und 17 Häuser im Ort, 1720 wohnten acht Steuerpflichtige in Radiša, 1784 hatte die Ortschaft 19 Häuser, 25 Familien und 152 Einwohner, 1828 zählte man 16 Häuser und 168 Einwohner.
Bis 1918 gehörten die im Komitat Trentschin liegenden Orte zum Königreich Ungarn und kamen danach zur Tschechoslowakei beziehungsweise heute Slowakei. In der ersten tschechoslowakischen Republik war in beiden Orten nach wie vor Landwirtschaft die Haupteinnahmequelle, doch viele Einwohner arbeiteten außerhalb der Gemeinde als Saisonarbeiter.

## Bevölkerung
| Jahr                | 1994 | 2004    | 2014    | 2024    |
| ------------------- | ---- | ------- | ------- | ------- |
| Anzahl der Personen | 475  | 458     | 454     | 436     |
| Unterschied         |      | −3,57 % | −0,87 % | −3,96 % |

| Jahr                | 2023 | 2024    |
| ------------------- | ---- | ------- |
| Anzahl der Personen | 443  | 436     |
| Unterschied         |      | −1,58 % |

Nach der Volkszählung 2011 wohnten in Žitná-Radiša 461 Einwohner, davon 458 Slowaken sowie jeweils ein Tscheche und Ukrainer. Ein Einwohner machte keine Angabe zur Ethnie.
325 Einwohner bekannten sich zur Evangelischen Kirche A. B., 75 Einwohner zur römisch-katholischen Kirche, vier Einwohner zur apostolischen Kirche sowie jeweils zwei Einwohner zur griechisch-katholischen Kirche und zur orthodoxen Kirche. 48 Einwohner waren konfessionslos und bei fünf Einwohnern wurde die Konfession nicht ermittelt.

## Bauwerke und Denkmäler
- Glockenturm im Ortsteil Radiša